# Pferdemosaik von Karthago

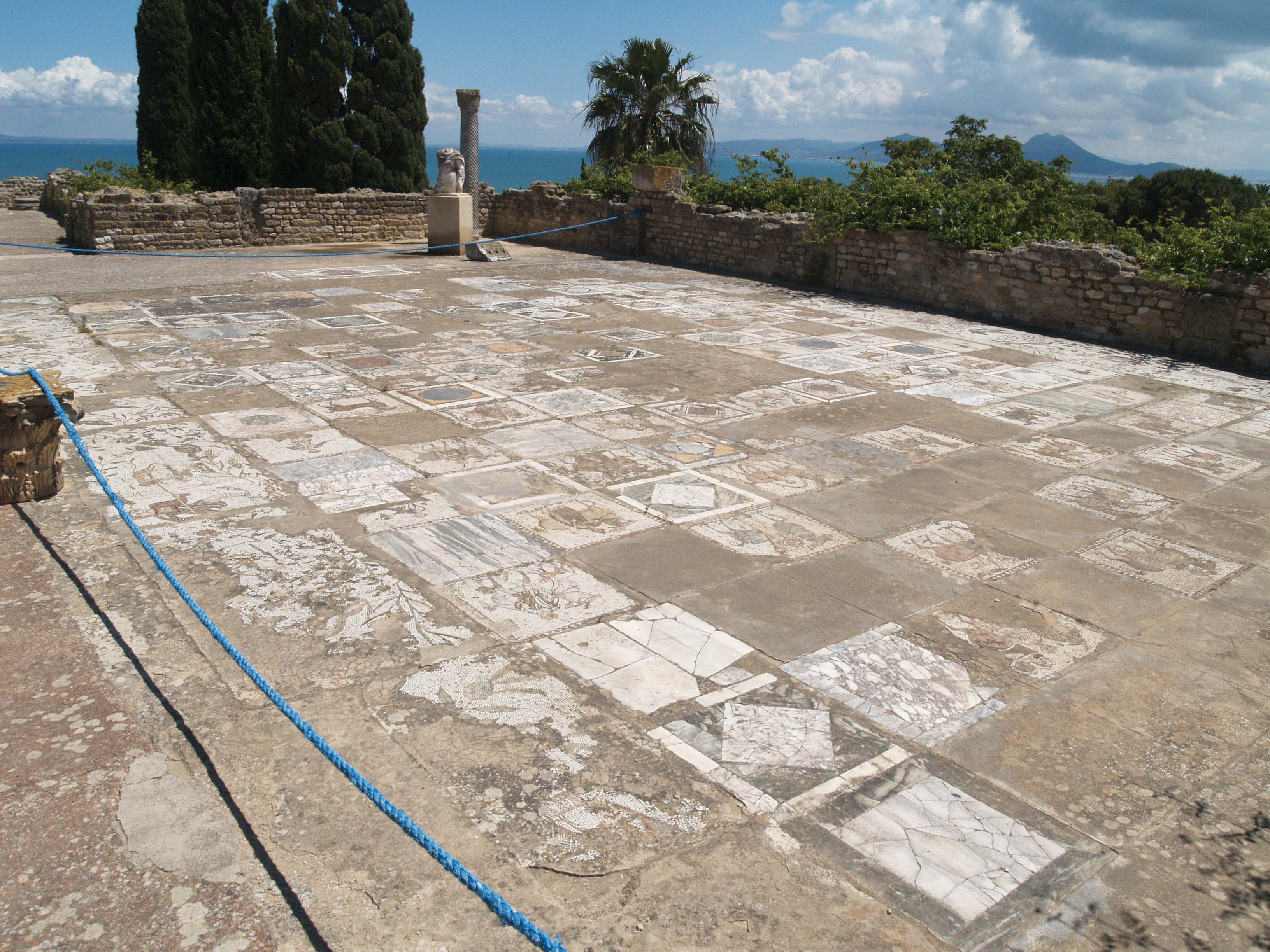
Gesamtansicht des Mosaiks

Das Pferdemosaik von Karthago ist ein spätrömisches Mosaik, das 1960 in den Ruinen von Karthago unweit eines Säulenbaus entdeckt wurde. Es nimmt eine Fläche von etwa 12 mal 9 Metern ein und befindet sich nun im römischen Villenpark neben einer Villa mit der Bezeichnung la volière („das Vogelhaus“).
Das Mosaik ist schachbrettartig aufgebaut, wobei kleine figurierte Bilder, auf denen überwiegend Pferde dargestellt sind, sich mit geometrischen Mustern abwechseln. Nach Meinung des tunesischen Archäologen Azedine Beschaouch (* 1938) handelt es sich um einen „umfangreichen, bisher beispiellosen ikonographischen Katalog“.
Die verschiedenen eingesetzten Techniken (Opus musivum und Opus sectile) sowie seine originellen Motive machen das Mosaik zu einem der interessantesten karthagischen Funde des 20. Jahrhunderts. Wissenschaftliche Fragestellungen hinsichtlich der genauen Datierung, Deutung und seiner Einflüsse außerhalb Afrikas sind noch nicht abschließend geklärt. Vom Stil her finden sich Ähnlichkeiten zu Mosaiken der Villa Romana del Casale auf Sizilien.